# Zachraňte Willyho!
Zachraňte Willyho! (v anglickém originále Free Willy) je americký rodinný film Simona Wincera z roku 1993. Hlavní roli chlapce, jenž se spřátelí s kosatkou, ztvárnil Jason James Richter.
Na film navazovala další dvě pokračování, třetí nenavazující Zachraňte Willyho 4: Útěk z pirátské zátoky a animovaný seriál. Snímek byl finančně úspěšný a z protagonisty Willyho kosatky Keiko udělal hvězdu. Titulní píseň filmu Will You Be There nazpíval a produkoval Michael Jackson.

## Děj
Film začíná scénou, kde velrybáři loví kosatky. Jednu – Willyho se jim podaří ulovit a ta je pak převezena do místního zábavního parku.
Později je Jesse, malý chlapec, jenž vyrůstá na ulici již šest let od doby, kdy ho opustila matka, dopaden policií kvůli krádeži jídla a vandalismu v místním zábavním parku, které prováděl s dalšími opuštěnými dětmi (které nebyly dopadeny). Sociální pracovník Dwight, jenž má Jesseho na starosti, ho zbaví trestu, pokud zůstane u poručníků a uklidí nepořádek, který napáchal v parku. Tam se Jesse spřátelí s Willym, kosatkou s ohnutou hřbetní ploutví. Willy poslouchá jeho příkazy. To se jeho trenérce Rae Lindleyové nepodařilo. Jesse a Willy se potom stanou nejlepšími přáteli a Jesse získá v parku trvalou práci. Mezitím se učí žít se svými poručníky Glenem a Annie Greenwoodovými.
Majitel parku Dial se dozví o tom, že Willy Jesseho poslouchá a má v plánu vytvořit show, která by přinesla parku a jemu peníze. V den jejich prvního vystoupení je vše připraveno, ale Willy nevypluje na hladinu kvůli dětem, které neustále bouchají na podvodní skleněné stěny. Willy je vyděsí, když do stěny narazí, čímž ale zároveň stěnu poškodí. Jesse si později všimne Dialova asistenta Wadea a dalších mužů, kteří se vkradou do parku a poškodí nádrž, kde je Willy, aby voda postupně vytekla a Willy zemřel. Dial chce Willyho zabít, aby získal jeho životní pojistku na milion dolarů.
Jesse, haidský šaman Randolph a Rae mají kvůli tomu v plánu Willyho pustit na svobodu. S pomocí nářadí z parku dostanou Willyho na přívěs a pak si "půjčí" Glenův náklaďák, aby ho mohli dopravit do oceánu. Drží se vedlejších silnic, aby nebyli nápadní, ale nakonec uvíznou. Mezitím Wade informuje Diala, že kosatka zmizela, a tak ji začnou hledat.
Jesse požádá o pomoc Glena a Annie, kteří pomohou náklaďák s Willym uvolnit, a tak pokračují v cestě do přístavu. Dial ví, kam mají zamířeno, a tak tam na ně spolu s Wadem a dalšími muži čeká a blokuje bránu u vjezdu do přístavu. Glen proti nim ale jede v plné rychlosti, a tak uhnou. Glen pak rychle dopraví Willyho do vody, čímž zatopí i svoje auto.
Willy je tak nakonec ve vodě, ale Dial a jeho nohsledi se mu snaží zabránit v úniku. Jesse se snaží Willyho dovést dále, ale Dialovi muži přístav obkličují a dávají do vody sítě. Jesse proto běží ke skalní stěně a říká Willymu, aby ho následoval. Ten tak uniká Dialovým lodím. Jesse potom Willymu řekne, že jestli skálu přeskočí (což by byl největší skok, o který se kdy pokusil), bude volný. Jesse pak začne odříkávat modlitbu, kterou ho naučil Randolph podle příběhu jeho kmene, a dá Willymu znamení, aby skočil. K překvapení všech Willy skok bez problému zvládne a je tak volný a může se vrátit ke své rodině. Všichni se radují, Jesse skáče radostí, ale přestane, když si uvědomí, že už Willyho nikdy neuvidí.
Film končí scénou, kde Willy, jenž nalezl svou rodinu, spolu s ní pluje a skáče v oceánu.

## Obsazení
| Jason James Richter | Jesse                |
| Keiko               | Willy                |
| August Schellenberg | Randolph Johnson     |
| Lori Petty          | Rae Lindleyová       |
| Michael Madsen      | Glen Greenwood       |
| Jayne Atkinson      | Annie Greenwoodová   |
| Michael Ironside    | Dial                 |
| Richard Riehle      | Wade                 |
| Michael Bacall      | Perry                |
| Mykelti Williamson  | Dwight Mercer        |
| Danielle Harris     | Gwenie               |
| Isaiah Malone       | Vector               |
| Nick Gardner        | Juan Pedro Gimenez   |
| Alec Nichols        | Jesus Gonzales-Lopez |

## Ohlas
Podle Box Office Mojo utržil film během úvodního víkendu po uvedení ve Spojených státech téměř 8 milionů dolarů. Celkové celosvětové tržby činily více než 153 milionů. I přes velký komerční úspěch, byly kritické recenze smíšené. Server Rotten Tomatoes uděluje filmu hodnocení 50% na základě 20 názorů kritiky.
Během prvních promítání ve Spojeném království se publikum v kinech zmítalo smíchy, protože termín "willy" je slangovým slovem pro penis. Ačkoli bývají jména v jiných amerických filmech v Británii měněna, titul Free Willy zůstal i zde.